# Vauxia
Genre
Vauxia est un genre fossile de spongiaires du Cambrien moyen affilié à la sous-classe des Keratosa,, et à l'ordre des Verongiida,,. Des spécimens fossilisés d'espèces de Vauxia ont été découverts dans les schistes de Burgess.

## Historique
Le premier spécimen fossile de Vauxia est découvert le 1er septembre 1909 au sein d'un flanc de la crête reliant les monts Field (en) et Wapta (en). Vauxia, ainsi que les espèces appartenant au genre — Vauxia gracilena (l'espèce type), Vauxia bellula, Vauxia densa, Vauxia dignata et, possiblement, Vauxia venata — ont été décrits par le paléontologue Charles Doolittle Walcott en 1920,,. Ultérieurement, les restes fossilisés d'une nouvelle espèce, Vauxia magna, sont mis en évidence au sein des schistes de Spence, dans le nord-est de l'Utah. Vauxia magna est décrite en 1980,. Des spécimens de Vauxia bellula sont retrouvés dans les schistes de Wheeler et la formation de Marjum durant une campagne d'investigation réalisée entre 1998 et 2007.

## Étymologie
Vauxia doit son nom à la femme de Walcott, Mary Vaux Walcott,,.

## Classification
Dans un premier temps considérés par Walcott comme étant rattachés à la classe des éponges hexactinellides, Vauxia et la famille le genre appartient, Vauxiidae ou Vauxininae, sont, après la découverte d'une nouvelle espèce, Vauxia magna, incorporés à la classe des démosponges,,. D'autre part, hormis Vauxia, la famille des Vauxininae comprend un autre ordre, celui incluant Angulosuspongia sinensis, une espèce de spongiaire découverte dans la formation de Kaili. Vauxia est affilié à la sous-classe des Keratosa,,. Le genre est assigné à l'ordre des Verongiida, mais peut être également considéré comme un groupe-couronne des Keratosa,,,,.

## Description

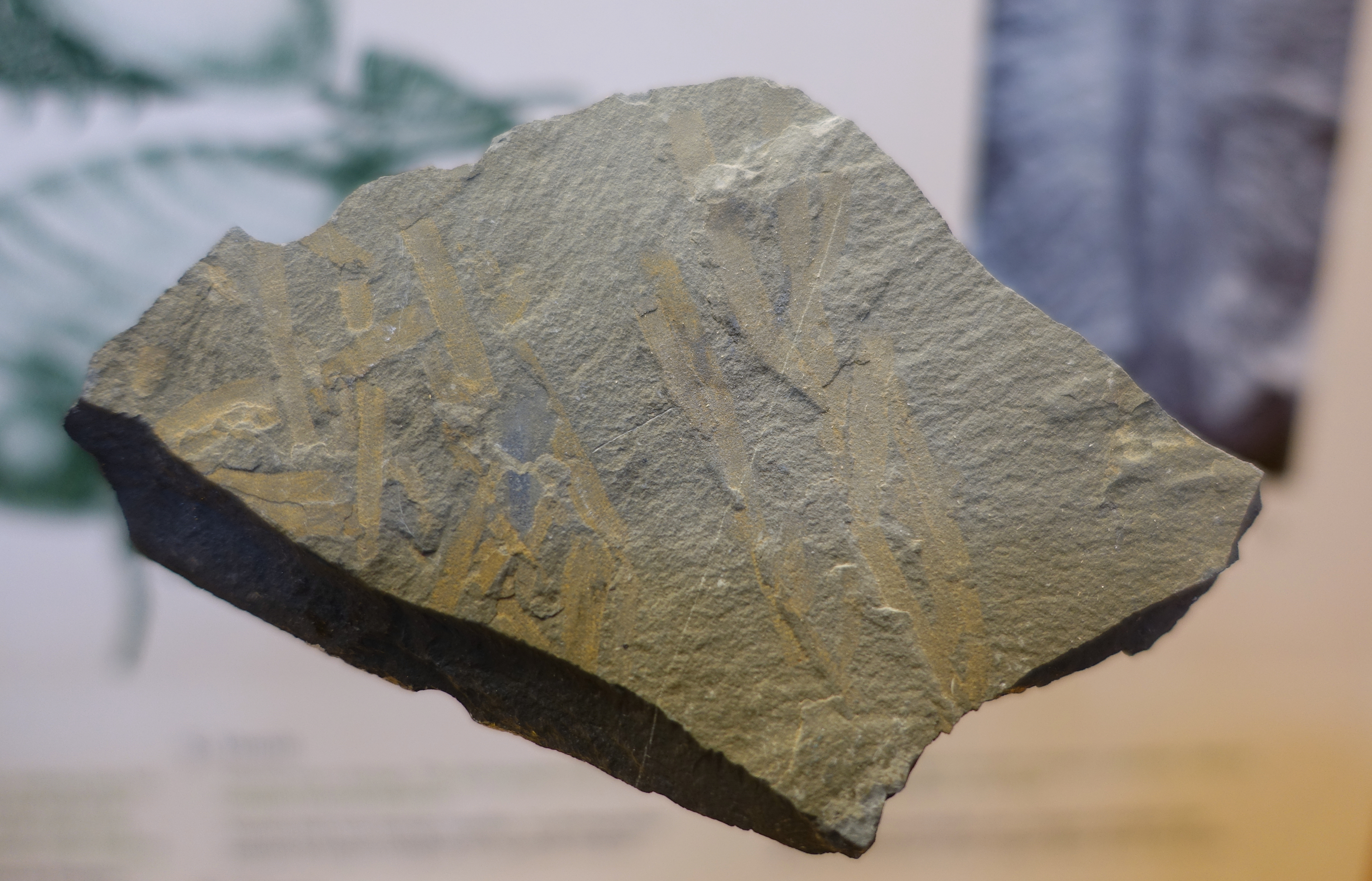
Fossile de Vauxia.

Vauxia présente un aspect de buisson. Le genre de spongiaire est constitué d'une seule branche ou de plusieurs branches ramifiées les unes aux autres, selon les espèces. Chaque branche est caractérisée par une forme tubulaire et allongée. Le squelette, qui présente une symétrie,, est constitué d'un réseau de fibres maintenues autour par deux fibres principales radiales. Ce réseau de fibres, combiné aux fibres verticales, est composé de mailles en forme de polygones (quadrangulaires et hexagonaux) irréguliers,,,.
Le squelette, constitué de spongine, ne comporte pas de spicules,,,,. Vauxia est le seul taxon de démosponge dont la structure squelettique dépourvue de spicules soit clairement établie. Outre la spongine, le squelette de Vauxia contient également de la chitine,.

## Répartition
Vauxia est attesté en Colombie-Britannique, dans les Rocheuses canadiennes. Localement, des spécimens de Vauxia ont été identifiés, entre autres, au mont Monarch, sur la crête reliant les monts Field (en) et Wapta (en), (deux massifs situés dans le parc national de Yoho), ainsi qu'au mont Stephen.
Vauxia a également été attesté au Groenland, dans les couches supérieures de la formation de Buen (en) ; ainsi que dans l'Utah, dans les schistes de Spence, de Wheeler et la formation de Marjum, dans le chaînon House.